# Epidemia de peste otomana de 1812-1819
La epidemia de peste otomana de 1812-1819 fue una de las últimas epidemias importantes de peste en el Imperio Otomano. Esta epidemia en particular costaría la vida de al menos 300 000 individuos. Las epidemias de peste ocurrieron con frecuencia en el Imperio Otomano entre los siglos XVI y XIX.

## Historia
La enfermedad estalló en la capital Constantinopla en julio de 1812. Inicialmente era leve, pero a finales de agosto la situación se había vuelto crítica. En septiembre, unas 2 000 personas morían cada día. En diciembre la epidemia disminuyó, pero más tarde reapareció. Al final de la epidemia, el Sublime Puerta estimó que había 320 955 muertes, que incluían 220 000 turcos, 40 800 armenios, 32 000 judíos, 28 000 griegos, 50 aleppines, 80 isleños y 25 francos.
El brote se extendió por la mayor parte del territorio del imperio, incluyendo Alejandría en Egipto. En 1813, la plaga llegó al estado vasallo otomano de Valaquia, donde se conoció como la peste de Caragea después del gobernante del país en ese momento. La epidemia mató a entre 25 000 y 30 000 personas solo en Bucarest. Casi al mismo tiempo, la peste también estuvo presente en Bosnia, llegando a Dalmacia en 1815. En 1814-15 reapareció en Egipto, Bosnia y Albania.
La plaga también se extendió más allá de las fronteras del imperio. En mayo de 1812 hubo un brote en Poti, Georgia; en septiembre la Crimea fue golpeada. Había llegado a Odesa en agosto, donde se cerraron las iglesias, el teatro y la Bolsa. El duque de Richelieu jugó un papel importante. El 22 de noviembre de 1812, los 32 000 residentes de Odesa fueron encarcelados por la fuerza en sus hogares. El 7 de enero de 1813 no se reportaron más casos en Odessa y la ciudad fue reabierta después de 66 días, pero nadie pudo salir de la ciudad. La epidemia mató a 2 656 personas en 1812; 24 personas murieron en 1813. Los condados de Moldavia (Tiraspol) y el sur de Ucrania (Novomyrhorod) tuvieron que lidiar con la plaga.
En marzo de 1813, se introdujo en la isla británica de Malta, causando una epidemia que duró hasta enero de 1814 y que mató a unas 4.500 personas. La epidemia se extendió desde Malta hasta la cercana isla de Gozo, donde el brote mató a unas 100 personas entre marzo y septiembre de 1814. La epidemia también estalló en la isla de Corfú en 1815.
Un pequeño brote de peste ocurrido en Noja, Italia en 1815, también podría haberse originado a partir de la epidemia en Dalmacia, pero se desconoce su fuente exacta y es posible que el brote fuera endémico.
La siguiente gran epidemia de peste en el Imperio Otomano ocurrió entre 1835 y 1838.